# Richard Purser
Richard H. Purser (* 28. Februar 1942) ist ein neuseeländischer Badmintonspieler. 

## Karriere
Richard Purser gewann nach mehreren nationalen 1965 sowohl die German Open, die Scottish Open als auch die Irish Open. Bei den Commonwealth Games 1978 erkämpfte er sich Bronze im Herrendoppel. 1978 siegte er bei den French Open und den Irish Open.

## Sportliche Erfolge
| Saison | Veranstaltung                     | Disziplin    | Platz | Name                               |
| ------ | --------------------------------- | ------------ | ----- | ---------------------------------- |
| 1962   | Neuseeland: Einzelmeisterschaften | Mixed        | 1     | R. H. Purser / Margaret Moorhead   |
| 1962   | Neuseeland: Einzelmeisterschaften | Herreneinzel | 1     | R. H. Purser                       |
| 1964   | Neuseeland: Einzelmeisterschaften | Mixed        | 1     | R. H. Purser / Alison Glenie       |
| 1964   | Neuseeland: Einzelmeisterschaften | Herreneinzel | 1     | R. H. Purser                       |
| 1964   | Neuseeland: Einzelmeisterschaften | Herrendoppel | 1     | R. H. Purser / Owen Clegg          |
| 1965   | German Open                       | Mixed        | 1     | Richard Purser / Gerda Schumacher  |
| 1965   | Scottish Open                     | Herreneinzel | 1     | Richard Purser                     |
| 1965   | Irish Open                        | Herreneinzel | 1     | Richard Purser                     |
| 1969   | Neuseeland: Einzelmeisterschaften | Herreneinzel | 1     | Richard Purser                     |
| 1969   | Neuseeland: Einzelmeisterschaften | Herrendoppel | 1     | Richard Purser / Bryan Purser      |
| 1969   | Neuseeland: Einzelmeisterschaften | Mixed        | 1     | Richard Purser / Val Gow           |
| 1970   | Neuseeland: Einzelmeisterschaften | Herreneinzel | 1     | Richard Purser                     |
| 1970   | Neuseeland: Einzelmeisterschaften | Herrendoppel | 1     | Richard Purser / Bryan Purser      |
| 1970   | Neuseeland: Einzelmeisterschaften | Mixed        | 1     | Richard Purser / Val Gow           |
| 1978   | Commonwealth Games                | Herrendoppel | 3     | Bryan Purser / Richard Purser      |
| 1978   | French Open                       | Mixed        | 1     | Richard Purser / Patricia Assinder |
| 1978   | French Open                       | Herrendoppel | 1     | Andy Goode / Richard Purser        |
| 1978   | Irish Open                        | Herrendoppel | 1     | Richard Purser / Bryan Purser      |
| 1978   | Irish Open                        | Herreneinzel | 1     | Richard Purser                     |